# Scorpio

Scorpio palmatus

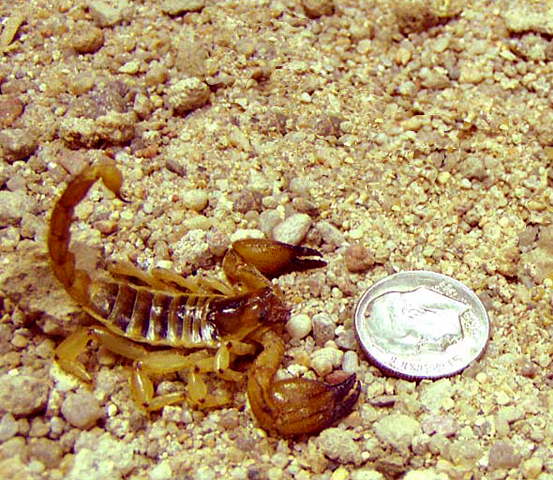
Scorpio maurus

Scorpio – rodzaj skorpionów z rodziny Scorpionidae.

## Morfologia
Przedstawiciele rodzaju osiągają od 50 do 80 mm i mają nogogłaszczki z 26 trichobotriami na szczypcach i trzema trichobtriami na udzie, w tym jednym na jego powierzchni wewnętrznej. Na rzepce nogogłaszczka znajduje się 19 trichobotriów, w tym 13 na powierzchni zewnętrznej i 3 na brzusznej. Na spodzie segmentów zaodwłoka od pierwszego do czwartego występują parzyste żeberka przyśrodkowe (submedialne). Stopy tych skorpionów charakteryzują płatkowato wykształcone brzegi boczno-wierzchołkowe. Nie mają one narządów strydulacyjnych ani ostróg retrolateralnych na nogogłaszczkach.

## Taksonomia
W ciągu XX wieku wyróżniano w obrębie tego rodzaju tylko gatunek typowy, który uważano za silnie polimorficzny i szeroko rozprzestrzeniony. Opisywano jego formy i podgatunki, których rewizji dokonali: Birula w 1940 oraz Vachon w pracach z 1950 i 1952 roku. W Catalog of the Scorpions of the World z 2000 roku Fet wyszczególnił 19 podgatunków S. maurus, a Kovařík w Illustrated catalog of scorpions z 2009 roku wymienił ich 11. W 2009 roku Lourenço dokonał rewizji rodzaju, wyróżniając 9 gatunków. Później opisano kolejne gatunki. Według stanu na 2016 rok wyróżnia się ich 17:
- Scorpio birulai Fet, 1997
- Scorpio ennedi Lourenço, Duhem et Cloudsley-Thompson, 2012
- Scorpio fuliginosus (Pallary, 1928)
- Scorpio fuscus (Ehrenberg, 1829)
- Scorpio hesperus Birula, 1910
- Scorpio kruglovi (Ehrenberg, 1829)
- Scorpio maurus Linnaeus, 1758
- Scorpio mogadorensis Birula, 1910
- Scorpio niger Lourenço et Cloudsley-Thompson, 2012
- Scorpio occidentalis Werner, 1936
- Scorpio palmatus (Ehrenberg, 1829)
- Scorpio propinquus (Simon, 1872)
- Scorpio punicus Fet, 2000
- Scorpio savanicola Lourenço, 2009
- Scorpio sudanensis Lourenço et Cloudsley-Thompson, 2009
- Scorpio tassili Lourenço et Rossi, 2016
- Scorpio weidholzi Werner, 1929